# Cratere Weert
Weert  è un cratere sulla superficie di Marte.